# Philip Joseph Garrigan
Philip Joseph Garrigan (* 8. September 1840 in Whitegate, County Clare, Irland; † 14. Oktober 1919 in Sioux City, Iowa, USA) war Bischof von Sioux City.

## Leben
Philip Joseph Garrigan besuchte die Schule in Lowell, Massachusetts und das St. Charles College in Ellicott City, Maryland. Garrigan studierte Philosophie und Katholische Theologie am Priesterseminar in Troy. Er empfing am 11. Juni 1870 das Sakrament der Priesterweihe.
Anschließend war Garrigan als Kurat der St. John’s Church in Worcester tätig. Danach wurde er Regens des Priesterseminars in Troy und Pfarrer der Pfarrei St. Bernard in Fitchburg. Im Herbst 1888 wurde Philip Joseph Garrigan erster Vizerektor der Katholischen Universität von Amerika in Washington, D.C.
Am 21. März 1902 ernannte ihn Papst Leo XIII. zum Bischof von Sioux City. Der Bischof von Springfield, Thomas Daniel Beaven, spendete ihm am 25. Mai desselben Jahres in Springfield die Bischofsweihe; Mitkonsekratoren waren der Bischof von Mobile, Edward Patrick Allen, und der Rektor der Katholischen Universität von Amerika, Titularbischof Thomas James Conaty.